# 금의 사랑, 은의 사랑
〈금의 사랑, 은의 사랑〉(金の愛、銀の愛 킨노아이, 긴노아이[*])은 SKE48의 20번째 싱글이다.